# José María Cases Hernández
José María Cases Hernández (Oriola, 23 de novembre de 1986) és un futbolista valencià, que ocupa la posició de mitjapunta al CE Alcoià.

## Trajectòria
Comença a destacar al filial del Vila-real CF. Mentre actua amb l'equip B, hi juga dos partits de lliga amb el primer planter, un la temporada 02/03 i l'altre la temporada 04/05, amb l'equip groguet militant a primera divisió.
No té continuïtat al Vila-real, i prossegueix la seua carrera per equips de Segona B, com el Terrassa FC (06/07) i l'Oriola CF (07/08). La 08/09 la juga a la categoria d'argent amb la SD Eibar. L'estiu del 2009 s'incorpora al filial del València CF, també de Segona B.
També ha jugat al Cadis CF i al CD Mirandés, que va abandonar l'11 de gener de 2013 per a fitxar pel CE Alcoià.